# Тети Бањоло (Торино)
Тети Бањоло је насеље у Италији у округу Торино, региону Пијемонт.
Према процени из 2011. у насељу је живело 99 становника. Насеље се налази на надморској висини од 240 м.